# 尤特羅辛
尤特羅辛是波蘭的城鎮，位於該國西部，由大波蘭省負責管轄，面積1.62平方公里，2006年人口1,872。第二次世界大戰期間，納粹德國在1939年9月至1945年期間佔領該鎮。
51°38′50″N 17°10′10″E / 51.64722°N 17.16944°E